# Alessandro Rosa Vieira
Alessandro Rosa Vieira, bättre känd som Falcão, född 8 juni 1977 i São Paulo, är en brasiliansk futsalspelare.